# Ủy thác vịnh Kiautschou
Ủy thác vịnh Kiautschou được Đức ủy thác lãnh thổ ở Đại Thanh và Tiền Cộng hòa đã tồn tại từ năm 1898 đến 1914. Có diện tích 552 km2 (213 dặm vuông Anh) nó đã được đặt xung quanh vịnh Giao Châu trên bờ biển phía nam của bán đảo Sơn Đông (tiếng Đức: Schantung Halbinsel).
Khi nó được thành lập, chính quyền Đức đã dịch tên của địa điểm dựa trên từ "Giao Châu" (膠州) có tên Latinh hóa là Kiaochow, Kiauchau hoặc Kiao-Chau trong tiếng Anh và Kiautschou trong tiếng Đức. Để tránh nhầm lẫn với "Giao Châu" của chính quyền nhà Thanh, người Trung Quốc đã gọi nó là Giao Châu.

## Lịch sử
Đế quốc Đức can thiệp Hải Liêu muốn và sau khi nhà Thanh cảng vay của chính phủ, nhưng nó đã được rõ ràng chính phủ từ chối. Năm 1897, hai nhà truyền giáo người Đức bị giết ở huyện Cự Dã, phủ Tào Châu, tỉnh Sơn Đông, nơi được gọi là Tào Châu giáo án. Lấy vụ án dạy học của người Tào Châu làm cái cớ, ngày 14 tháng 11 năm 1897, Đức cho quân đánh chiếm vùng Giao Áo. Ngày 6 tháng 3 năm 1898, Đức và chính phủ nhà Thanh ký "Hiệp ước tô giới Giao Áo" với thời hạn thuê là 99 năm, Giao Áo trở thành căn cứ chính của Hạm đội tuần dương Đông Á của Hải quân Đế quốc Đức.
Sau khi Chiến tranh thế giới thứ nhất bùng nổ, quân Nhật và Anh phát động Chiến dịch Thanh Đảo để đánh bại quân Đức vào tháng 11 năm 1914, và Nhật Bản chiếm đóng khu vực Giao Áo.
Vào tháng 11 năm 1914, bản thảo đơn xin đầu hàng được viết bởi tổng đốc Đức cuối cùng Alfred Meyer-Waldeck của Giao Áo
Sau khi Chiến tranh thế giới thứ nhất kết thúc, Trung Quốc là một trong những quốc gia chiến thắng tại Hội nghị hòa bình Paris được tổ chức ngày 18 tháng 1 năm 1919, với tư cách là một trong những người chiến thắng, đề nghị trả lại các quyền và lợi ích của Thanh Đảo và Sơn Đông, nhưng Nhật Bản đã từ chối, "Hòa ước Versailles" sẽ bao gồm vịnh Giao Châu. Phần đất ủy thác của Đức được giao lại cho Nhật Bản, kết quả là các cuộc biểu tình đã nổ ra ở Trung Quốc trong phong trào Ngũ Tứ. Phái đoàn Trung Quốc cũng từ chối ký "Hòa ước Versailles". Khi khai mạc Hội nghị Washington vào ngày 12 tháng 11 năm 1921, kế hoạch ban đầu của Trung Quốc để giải quyết vấn đề Sơn Đông tại hội nghị đã thất bại, thay vào đó Trung Quốc và Nhật Bản đã giải quyết vấn đề Sơn Đông bên ngoài hội nghị. Sau hai tháng đàm phán giữa Trung Quốc và Nhật Bản, ngày 4 tháng 2 năm 1922, họ đã ký "Hiệp ước giải quyết bất thành Sơn Đông" để giải quyết vấn đề Sơn Đông, yêu cầu Nhật Bản trả lại Thanh Đảo. Ngày 10 tháng 12, chính phủ Trung Quốc chính thức lấy lại Thanh Đảo, và ngày 2 tháng 5 năm 1923, tuyến Đường sắt Thanh Đảo–Tế Nam cũng được tiếp quản.

## Danh sách tổng đốc
Tất cả các Thống đốc của Lãnh thổ cho thuê Vịnh Kiautschou đều là sĩ quan cấp cao của Hải quân Đế quốc Đức
| Nhiệm kỳ                                  | Hình ảnh | Đương nhiệm          | Ghi chs                                          |
| ----------------------------------------- | -------- | -------------------- | ------------------------------------------------ |
| 14 tháng 11 năm 1897 – 7 tháng 3 năm 1898 |          | Otto von Diederichs  | Thống đốc quân đội                               |
| 7 tháng 3 năm 1898 – 19 tháng 2 năm 1899  |          | Carl Rosendahl       |                                                  |
| 19 tháng 2 năm 1899 – 27 tháng 1 năm 1901 |          | Paul Jaeschke        | Chết tại văn phòng                               |
| 27 tháng 1 năm 1901 – 8 tháng 6 năm 1901  |          | Max Rollmann         | Tạm thời                                         |
| 8 tháng 6 năm 1901 – 19 tháng 8 năm 1911  |          | Oskar von Truppel    |                                                  |
| 19 tháng 8 năm 1911 – 7 tháng 11 năm 1914 |          | Alfred Meyer-Waldeck | Chỉ huy hải quân dẫn đầu trong Bao vây Thanh Đảo |